# Slim Richey
Michael "Slim" Richey (Atlanta, 11 februari 1938 - Austin, 31 mei 2015) was een Amerikaanse bluesgrass- en jazz-gitarist die actief was in Austin.

## Biografie
Richey speelde in zijn highschool-jaren swing in een band. Hij studeerde aan University of Oklahoma, waar hij les had van Benny Garcia. Hij speelde toen in de stijl van Barney Kessel en Hank Garland. In de jaren zeventig en tachtig had hij een postorderbedrijf, dat lesmateriaal voor het leren van bluesgrass en  machines voor het transciberen van geluidsmateriaal (zoals muziek) verkocht. Tevens had hij enkele platenlabels, waaronder Ridge Runner Records, die vroege platen van Sam Bush, Alan Munde, Country Gazette, Roland White, Marty Stuart en Bill Lister uitbracht. Hij speelde viool bij de Jazz Pharaos. In 1977 nam Richey met zijn Dream Band (met vrouw Francie Meaux Jeaux op de contrabs) een jazzalbum op, "Jazz Grass", met behulp van vooral bluesgrass-musici. In 1992 verhuisde hij naar Driftwood (Texas), in de buurt van Austin, en speelde daarna meer dan twintig jaar in de lokale scene. Hij trad veel op tijdens allerlei muziekfestivals, onder andere met zijn 'Stray Gipsies'. Hij begeleidde Kat Edmondson aan het begin van haar carrière en stimuleerde jonge, beginnende musici. Met zijn Jitterbug Vipers, een band die jaren veertig-jazz speelde, nam hij twee albums op.
Richey overleed aan de gevolgen van maligne lymfoom.

## Discografie
- Jazz Grass, Ridge Runner, 1977
- Sweet Georgia Brown (Slim Richey's Dream Band)
- Tell 'Em Joe Sent You, 2012
- Phoebe's Dream, 2013